# فعالیت‌های سیا در سوریه
فعالیت‌های سیا در سوریه از زمان تأسیس این آژانس در سال۱۹۴۷ شامل تلاش‌های کودتا و توطئه‌های ترور، و در سال‌های اخیر، تحویل‌های فوق‌العاده، حمله شبه‌نظامی، و تأمین مالی و آموزش نظامی نیروهای مخالف دولت فعلی بوده‌است.

## کودتای ۱۹۴۹
در ۳۰ مارس ۱۹۴۹، سرهنگ ارتش سوریه، حسنی الزعیم، در یک کودتای بدون خونریزی، قدرت را از رئیس‌جمهور شکری القواتلی گرفت. ادعاهای «بسیار بحث‌برانگیز» وجود دارد مبنی بر اینکه هیئت آمریکایی در سوریه به ریاست جیمز هیو کیلی جونیور و سیا کودتا را مهندسی کردند. دستیار وابسته نظامی (و افسر مخفی سیا) استفان جی مید، که چندین هفته قبل از کودتا با سرهنگ زعیم آشنا شد و در دوران کوتاه زعیم در قدرت، «معتمد اصلی غربی» او به حساب می‌آمد. به عنوان کودتا معمار همراه با سیا توصیف دمشق رئیس ایستگاه شده‌است. مایلز کوپلند جونیور کوپلند بعد چندین کتاب با «حساب فوق‌العاده دقیق از عملیات سیا در، در میان کشورهای دیگر، سوریه، مصر و ایران»، که به عنوان «یکی از افشاگرانه‌ترین مجموعه نوشته‌های یک افسر اطلاعاتی سابق ایالات متحده که تاکنون منتشر شده‌است.» با این حال، خاطرات کوپلند از کیفیت ادبی قوی برخوردار است و دارای تزیینات بسیاری است که سنجش دقت تاریخی وقایعی را که او توصیف می‌کند دشوار می‌کند. علاوه بر این، روایت کوپلند از کودتای سوریه در زندگی‌نامه۱۹۸۹ بازی‌باز: اعترافات عامل اصلی سیاسی سیا با نسخه قبلی ارائه‌شده در بازی ملل: بی‌اخلاقی سیاست‌های قدرت در سال۱۹۶۹ در تضاد است.
در بازی ملل، کوپلند پیشنهاد کرد که سوریه به عنوان اولین مستعمره سابق در جهان عرب که به استقلال سیاسی کامل از اروپا دست یافته‌است در واشینگتن به عنوان آزمایشی برای "ظرفیت آمریکا برای اعمال نفوذ دموکراتیک بر کشورهای عربی" تلقی می‌شود. به گفته کوپلند، سیا تلاش کرد تا انتخابات پارلمانی سوریه در ژوئیه۱۹۴۷ را که با تقلب، فرقه گرایی و مداخله کشورهای همسایه عراق و ماوراءالنهر خدشه دار شد، «پلیس» کند. هنگامی که این انتخابات "یک دولت ضعیف و اقلیت" را تحت رهبری قواتلی ایجاد کرد که ثبات آن با شکست سوریه در جنگ اعراب و اسرائیل در سال ۱۹۴۸ زیر سؤال رفت کیلی و سایر مقامات ایالات متحده نگران شدند که "سوریه در آستانه فروپاشی کامل قرار دارد، که می‌توانست حزب کمونیست سوریه یا دیگر "رادیکال ها" (مانند حزب بعث و اخوان المسلمین) را قدرتمند کند. در نتیجه، کیلی در معرض یک کودتای نظامی "به عنوان راهی برای محافظت" قرار گرفت. چشم‌انداز بلندمدت دموکراسی در کشور.» به دستور کیلی، کوپلند نوشت، مید «به‌طور سیستماتیک دوستی با زعیم ایجاد کرد.ایده یک کودتا را به او پیشنهاد کرد و به او توصیه کرد که چگونه آن را انجام دهد، و او را از طریق مقدمات پیچیده در زمینه‌سازی برای آن راهنمایی کرد.»
با این حال، شواهد موجود نشان می‌دهد که زعیم نیاز چندانی به تشویق ایالات متحده نداشته‌است. به گفته وابسته نظامی بریتانیا در سوریه، زعیم از مارس۱۹۴۷ بیش از یک سال قبل از معرفی به مید در فکر کودتا بوده‌است. ۳۰نوامبر۱۹۴۸. اندکی قبل از کودتا، زعیم تلاش کرد تا با تهیه فهرستی از افراد، از جمله کیلی، که ظاهراً «اهداف ترور کمونیستی» بودند، همدردی غرب را جلب کند، اما مقامات آمریکایی در این مورد تردید داشتند. در حالی که زعیم مستقیماً به مید از کودتای آتی در ۳و۷مارس اطلاع داد، ایالات متحده تنها قدرت خارجی مورد اطلاع نبود: زعیم در همان زمان به مقامات انگلیسی اطلاع داد. زعیم در گفتگوهای خود با مید، برنامه سیاسی مترقی خود برای سوریه (از جمله اصلاحات ارضی) و همچنین برنامه‌های خود برای مقابله با تهدید کمونیستی را تشریح کرد و به این نتیجه رسید که «تنها راه برای شروع مردم سوریه در مسیر رسیدن به آن وجود دارد. پیشرفت و دموکراسی: با شلاق." زعیم در گفتگو با انگلیسی‌ها لحن متفاوتی داشت و به این دلیل که می‌خواهد روابط دوستانه‌تری با متحدان اصلی بریتانیا در منطقه عراق و ماوراءالنهر برقرار کند. در گیم پلیر، کوپلند جزئیات جدیدی در مورد کمک آمریکا به طرح زعیم ارائه کرد و توضیح داد که مید تأسیسات خاصی را شناسایی کرده‌است که باید برای اطمینان از موفقیت کودتا ضبط می‌شدند. با این حال، کوپلند همچنین اذعان کرد که زعیم به تنهایی این توطئه را آغاز کرده‌است: "این نمایش حسنی در تمام طول مسیر بود." داگلاس لیتل خاطرنشان می‌کند که جورج سی مک گی، دستیار وزیر امور خارجه ایالات متحده، در ماه مارس از دمشق دیدن کرد،"ظاهراً برای بحث در مورد اسکان مجدد آوارگان فلسطینی اما احتمالاً برای اجازه دادن به حمایت ایالات متحده از زعیم." در مقابل، اندرو راتمل این فرضیه را «صرفاً حدس و گمان» توصیف می‌کند. زمانی که زعیم به قدرت رسید، تعدادی از سیاست‌ها را به اجرا گذاشت که به نفع ایالات متحده بود: او ساخت خط لوله ترانس عربی در خاک سوریه را تصویب کرد (که در پارلمان سوریه متوقف شده بود)، حزب کمونیست را ممنوع کرد، و با اسرائیل آتش بس امضا کرد.

## تلاش برای تغییر رژیم، ۱۹۵۶–۱۹۵۷
سیا برای سرنگونی دولت سوریه برنامه‌ریزی کرد زیرا با ضد کمونیسم غربی همکاری نمی‌کرد. در اوایل سال ۱۹۵۶، این طرح ابتدا استفاده از ارتش عراق را خواستار شد. سپس تمرکز خود را به عوامل داخل سوریه معطوف کرد.

### عملیات مبارزه، ۱۹۵۶
ویلبر کرین ایولند، عضو شورای امنیت ملی، آرچیبالد روزولت از مقامات سیا و میخائیل بی ایلیان، وزیر سابق سوریه، در ۱ ژوئیه۱۹۵۶ در دمشق ملاقات کردند تا در مورد تسلط «ضد کمونیستی» مورد حمایت ایالات متحده بر این کشور گفتگو کنند. آنها طرحی را تهیه کردند که قرار بود در ۲۵ اکتبر ۱۹۵۶ اجرایی شود که در آن ارتش باید اجرا شود
کنترل دمشق، حلب، حمص و حماه را به دست بگیرید. پست‌های مرزی اردن، عراق و لبنان نیز برای بستن مرزهای سوریه تصرف می‌شد تا زمانی که ایستگاه‌های رادیویی اعلام کردند که دولت جدیدی تحت رهبری سرهنگ کابانی که واحدهای زرهی را در مواضع کلیدی در سرتاسر دمشق قرار می‌دهد، به دست گرفته‌است. زمانی که کنترل برقرار شد، ایلیان به غیرنظامیانی که انتخاب کرده بود اطلاع می‌داد که قرار است دولت جدیدی تشکیل دهند، اما برای جلوگیری از افشای اطلاعات، تا یک هفته قبل از کودتا به هیچ‌یک از آنها گفته نشد.
سیا از این طرح (معروف به "عملیات مبارزه") با ۵۰۰۰۰۰ پوند سوریه (به ارزش حدود ۱۶۷۰۰۰دلار) و وعده حمایت از دولت جدید حمایت کرد. اگرچه جان فاستر دالس، وزیر امور خارجه علناً با کودتا مخالفت کرد، اما به‌طور خصوصی با سیا مشورت کرده بود و این طرح را به رئیس‌جمهور آیزنهاور توصیه کرده بود.
این طرح به مدت پنج روز به تعویق افتاد و در این مدت بحران سوئز اتفاق افتاد. ایلیان به ایولند گفت که نمی‌تواند در خلال جنگ تجاوزکارانه اسرائیل موفق به سرنگونی دولت سوریه شود. در۳۱اکتبر، جان فاستر دالس به برادرش آلن دالس، مدیر سیا اطلاع داد: «مردم ما احساس می‌کنند که شرایط به گونه ای است که تلاش برای از بین بردن آن اشتباه است.» ایولند حدس می‌زد که این تصادف توسط انگلیسی‌ها طراحی شده بود تا انتقاد ایالات متحده از حمله به مصر را خنثی کند.
آلن دالس به ارسال گزارش در مورد خطرات کمونیسم در سوریه ادامه داد. سیا برای کودتای دیگری برنامه‌ریزی کرد که با نام رمز «عملیات واپن» و توسط کرمیت روزولت سازماندهی شد. افسران ارتش سوریه در انتظار پرداخت شدند. طبق گزارش‌ها، رشوه‌ها بالغ بر ۳٬۰۰۰٬۰۰۰دلار بوده‌است.
زمانی که برخی از این افسران این طرح را به سرویس اطلاعاتی سوریه فاش کردند، کودتا شکست خورد. آنها پول رشوه سیا را تحویل دادند و افسرانی را که مناقصه کرده بودند شناسایی کردند. رابرت مولوی، فرانسیس جتون و هوارد ای. «راکی» استون همگی اخراج شدند. وزارت امور خارجه آمریکا اتهامات سوریه مبنی بر تلاش برای کودتا را رد کرد، سفیر سوریه در آمریکا را ممنوع کرد و سفیر خود را از سوریه خارج کرد.نیویورک تایمز از ادعای دولت ایالات متحده حمایت کرد و پیشنهاد کرد که این داستان برای اهداف سیاسی ساخته شده‌است.
پس از افشای کودتا، دولت و رسانه‌های ایالات متحده شروع به توصیف سوریه به عنوان "ماهواره شوروی" کردند. یک گزارش اطلاعاتی حاکی از آن بود که اتحاد جماهیر شوروی «بیش از ۱۲۳میگ» به کشور تحویل داده‌است. گزارشگر کنت لاو بعداً گفت که "در واقع "بیش از ۱۲۳میگ" وجود نداشت. هیچکدام نبودند." در سپتامبر۱۹۵۷، ایالات متحده ناوگانی را در دریای مدیترانه مستقر کرد، چندین همسایه سوریه را مسلح کرد و ترکیه را تشویق کرد که ۵۰۰۰۰سرباز را در مرز خود مستقر کند. وزیر امور خارجه جان فاستر دالس پیشنهاد کرد که ایالات متحده به دنبال استناد به "دکترین آیزنهاور" برای مقابله به مثل در برابر تحریکات است و این قصد بعداً در یک گزارش نظامی تأیید شد. هیچ کشور عربی سوریه را به عنوان یک تحریک کننده توصیف نمی‌کند و این استقرارهای نظامی پس گرفته شد.

### طرح ترور، ۱۹۵۷
اسناد صریح سپتامبر۱۹۵۷ نشان می‌دهد که نقشه ای، از جمله همکاری با سرویس اطلاعاتی بریتانیا MI6 در یک طرح، برای ترور سه مقام سوری در دمشق. این اهداف عبارت بودند از: عبدالحمید السراج، رئیس اطلاعات نظامی. عفیف البزری، رئیس ستاد ارتش؛ و خالد باکداش، رهبر حزب کمونیست سوریه همگی از چهره‌هایی که از افشای «توطئه آمریکایی» از نظر سیاسی سود برده‌اند. جزئیات این توطئه توسط «گزارش گروه کاری» که در سال۲۰۰۳ در میان اسناد وزیر دفاع بریتانیا دانکن سندیس فاش شد:
هنگامیکه تصمیم سیاسی برای ادامه ناآرامی‌های داخلی در سوریه گرفته شد، سیا آماده می‌شود وSIS [MI6] تلاش خواهد کرد تا خرابکاری‌های جزئی و کودتای اصلی را درسوریه از طریق تماس با افراد انجام دهد
این دو سرویس باید در صورت لزوم با هم مشورت کنند تا از هر گونه تداخل یا تداخل در فعالیت‌های یکدیگر جلوگیری شود. حوادث نباید در دمشق متمرکز شوند. عملیات نباید زیاده روی شود؛ و تا حد امکان باید مراقب بود تا از وادار کردن رهبران کلیدی رژیم سوریه به اتخاذ تدابیر حفاظت شخصی اضافی جلوگیری شود
در «طرح ترجیحی» که توسط گزارش گروه کاری تهیه شده‌است، آژانس‌های اطلاعاتی ایالات متحده و بریتانیا بودجه «کمیته سوریه آزاد» را تأمین می‌کنند و به گروه‌های شبه نظامی ازجمله اخوان المسلمین تسلیحات می‌رسانند. سوریه به عنوان حامی توطئه‌ها، خرابکاری‌ها و خشونت علیه دولت‌های همسایه ظاهر خواهد شد.این تحریکات به عنوان بهانه ای برای تهاجم خارجی به رهبری پادشاهی عراق خواهد بود.
درگزارش گروه کاری آمده‌است که «غالغه کردن در اهمیت جنبه‌های جنگ روانی رزمایش کنونی غیرممکن است»، به این معنی که لازم است مردم در سوریه، عراق، اردن، لبنان و مصر متقاعد شوند که وضعیت اضطراری وجود دارد. در دست بود فرستنده‌های رادیویی مستقر شدند و سیا آماده فرستادن مشاوران به کشورهای متحد شد. این طرح به سرعت توسعه یافت و از عناصر کودتای۱۹۵۴ سیا در گواتمالا و همچنین اقدامات آن در ایران در سال۱۹۵۳ مجدداً استفاده شد.
«طرح ترجیحی» پس از تجدید تعامل دیپلماتیک توسط عربستان سعودی و عراق و به دنبال آن حمایت نظامی مستقیم از سوریه از سوی مصر، لغو شد و جنگ منطقه ای را بعید به نظر می‌رساند. با این حال، گروه کاری سوریه الگویی را برای سایر مداخلات سیا ارائه کرد که بلافاصله در اندونزی انجام شد.

## اجرای فوق‌العاده، ۰۳–۲۰۰۱
سیا از سوریه به عنوان پایگاه غیرقانونی عملیات برای شکنجه به اصطلاح «بازداشت‌شدگان ارواح» استفاده کرد، به عنوان بخشی از برنامه‌ای که به عنوان تحویل فوق‌العاده شناخته می‌شود. این برنامه در اواسط دهه۱۹۹۰ تأسیس شد و در دهه۲۰۰۰ گسترش یافت.

یکی از اهداف این برنامه، ماهر عرار، سوری الاصل کانادایی، در نیویورک بازداشت و به سوریه فرستاده شد و در آنجا مورد بازجویی و شکنجه قرار گرفت. از عرار، یک مهندس مخابرات که از سال ۱۹۹۱ یک شهروند کانادایی است، خواسته شد تا به ارتباط خود با القاعده و اردوگاه‌های آموزشی تروریستی در افغانستان اعتراف کند. آرار بیش از یک سال برگزار شد. پس از آزادی از دولت آمریکا شکایت کرد. به گفته یک قاضی آمریکایی (و توسط بازرسان کانادایی تأیید شده‌است):
عرار در ۱۲روز اول بازداشت در سوریه به مدت ۱۸ساعت در روز مورد بازجویی قرار می‌گرفت و مورد شکنجه‌های جسمی و روانی قرار می‌گرفت. او را با کابل برق به ضخامت دو اینچ به کف دست، باسن و کمرش زدند. اسیرکنندگان او همچنین با مشت‌های خود او را به شکم، صورت و پشت گردنش زدند. او متحمل درد طاقت‌فرسا شد و از اسیرکنندگانش درخواست کرد که دست از کار بکشند، اما آنها این کار را نکردند. او را در اتاقی قرار دادند که صدای فریادهای شکنجه‌های دیگر زندانیان را می‌شنید و به او گفتند که او را نیز روی صندلی ستون فقرات می‌گذارند و برای ضرب و شتم به صورت وارونه در یک «لاستیک» آویزان می‌کنند و تحت فشار قرار می‌دهند. به شوک الکتریکی عرار برای اینکه کمتر در معرض شکنجه قرار گیرد، از جمله به دروغ اعتراف کرد که با تروریست‌ها درافغانستان آموزش دیده‌است، حتی اگر هرگز به افغانستان نرفته و هرگز در فعالیت‌های تروریستی شرکت نداشته‌است
عرار مدعی است که بازجویی وی در سوریه توسط مقامات آمریکایی هماهنگ و برنامه‌ریزی شده بود و آنها پرونده ای حاوی سوالات خاص را برای سوری‌ها ارسال کردند. به عنوان شاهدی بر این، عرار خاطرنشان می‌کند که بازجویی‌ها در ایالات متحده و سوریه حاوی سؤالات یکسانی بود، از جمله سؤالی خاص در مورد رابطه او با یک فرد خاص تحت تعقیب تروریسم. در مقابل، مقامات سوری تمام اطلاعات استخراج شده از عرار را به مقامات آمریکایی ارائه کردند. شاکی به بیانیه یکی از مقامات سوری استناد می‌کند که علناً اعلام کرده‌است که دولت سوریه اطلاعاتی را که از عرار استخراج کرده با ایالات متحده به اشتراک گذاشته‌است. به شکایت قبلی مراجعه کنید. (۲۱ ژانویه۲۰۰۴ رونوشت سی بی اس ۶۰دقیقه:"سال او در جهنم")
ایالات متحده در ابتدا از" امتیاز اسرار دولتی" استفاده کرد. به هر حال، زمانی که مراحل قانونی شروع شد، وزارت دادگستری اشکرافت به دلیل این استدلال که عرار در واقع یکی از اعضای القاعده است مورد تمسخر قرار گرفت.دولت کانادا از آرار عذرخواهی کرده‌است اما ایالات متحده به اشتباه خود اعتراف نکرده‌است.
استفان گری، روزنامه‌نگار، ۸نفر دیگر را که از طرف سازمان سیا در همان زندان («شعبه فلسطین») در سوریه شکنجه شده بودند، شناسایی کرد. سیا یک تاجر آلمانی به نام محمد حیدر زمار را زندانی کرد و از مراکش به زندان سوریه منتقل کرد. آنها متعاقباً به مقامات اطلاعاتی آلمان این فرصت را دادند که سؤالات خود را برای زمار ارسال کنند و ازآلمان خواستند که نقض حقوق بشر سوریه را به دلیل همکاری در جنگ علیه تروریسم نادیده بگیرد.
بر اساس گزارشی در سال۲۰۱۳ توسط بنیاد جامعه باز، سوریه یکی از «متداول‌ترین مقاصد مظنونان تجاوز شده» تحت این برنامه بود. رابرت بائر، مأمور سابق سیا، این سیاست را به نیو استیتسمن توضیح داد: «اگر می‌خواهید شکنجه شوند، آنها را به سوریه بفرستید. اگر می‌خواهی کسی ناپدید شود - دیگر هرگز او را نبینی - او را به مصر بفرست.
در روز یکشنبه، ۲۶ اکتبر ۲۰۰۸، سیا یک حمله شبه نظامی به شهر سکریه در شرق سوریه انجام داد.به گفته خبرنگاران نیویورک تایمز، این حمله شامل «حدود دوجین کماندوی آمریکایی در هلیکوپترهای مجهز بلک هاوک» بود. آمریکا اعلام کرد که یک عراقی را که از آن سوی مرز سوریه به شورشیان کمک می‌کرد، کشته‌است.
سوریه آمریکا را به ارتکاب «تجاوز تروریستی» متهم کرد و گفت که هشت غیرنظامی کشته شده‌اند. ایالات متحده پاسخ داد که تمام افرادی که در این حمله کشته شدند «شبه نظامی» بودند. دولت سوریه در واکنش به این اقدام، یک مرکز فرهنگی آمریکایی و مدرسه جامعه دمشق تحت حمایت ایالات متحده را تعطیل کرد. این حادثه همچنین منجر به تظاهرات گسترده‌ای در دمشق شد که در آن معترضان از این حمله انتقاد کردند. (دولت سوریه از این تظاهرات حمایت کرد اما پلیس ضد شورش را برای محافظت از ساختمان‌های ایالات متحده در برابر تظاهرکنندگان خشمگین مستقر کرد)
به دنبال این حمله،تایمز وجود یک دستور نظامی مخفی در سال۲۰۰۴ را فاش کرد که به اقدامات سیا و نیروهای ویژه در ۱۵ تا ۲۰ کشور از جمله سوریه اجازه می‌داد. مقامات آمریکایی اذعان کردند که از سال ۲۰۰۴ حملات دیگری را در سوریه انجام داده‌اند، اما جزئیاتی ارائه نکردند.

## جنگ، ۲۰۱۱–۲۰۱۷
در سال۲۰۱۱ جنگ داخلی در سوریه آغاز شد. ویکی لیکس گزارش داد که دولت ایالات متحده از سال۲۰۰۶ به‌طور مخفیانه به گروه‌های مخالف سوری، عمدتاً جنبش عدالت و توسعه در سوریه مستقر در لندن و یک شبکه تلویزیونی ماهواره ای مرتبط با بارادا تی وی کمک مالی می‌کند. گفته می‌شود که تیم‌های بخش فعالیت‌های ویژه در جریان قیام به سوریه اعزام شده‌اند تا گروه‌های شورشی، رهبری و مسیرهای تدارکاتی احتمالی را مشخص کنند.

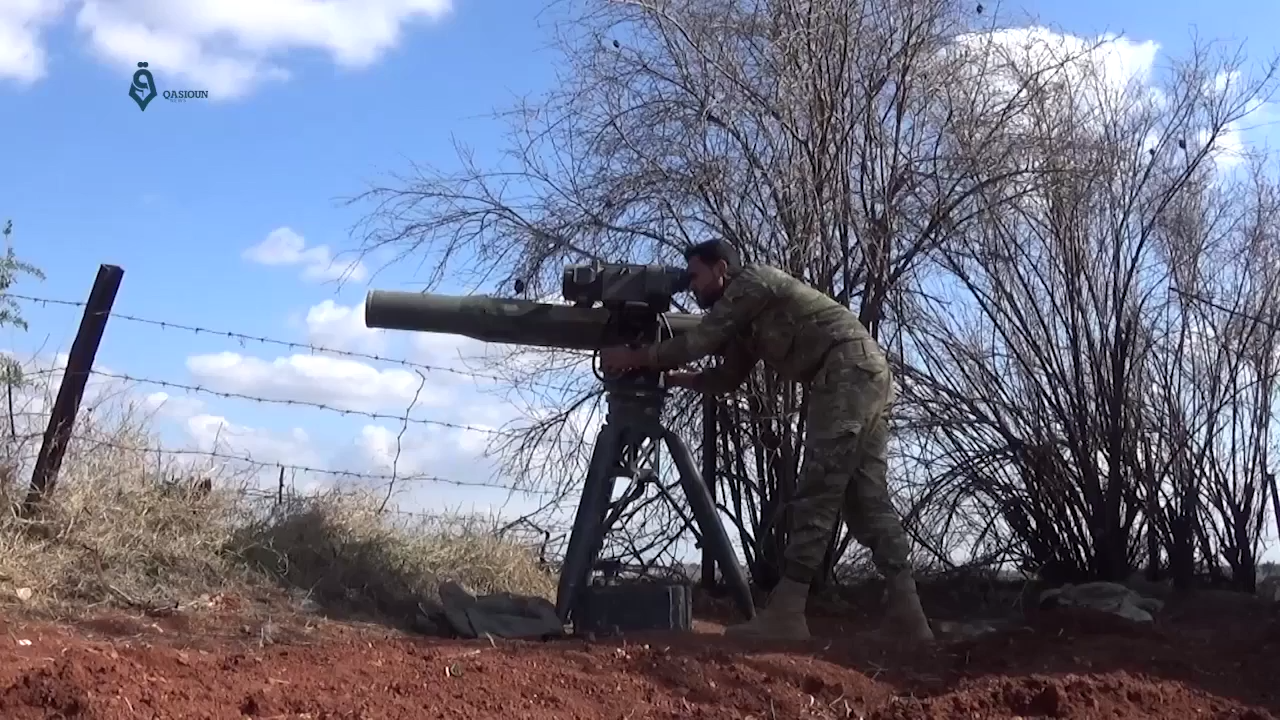
شورشیان ارتش افتخار یک موشک ضد تانک BGM-71 TOW ساخت ایالات متحده را به سمت نیروهای دولتی در جریان حمله حما در سال ۲۰۱۷ پرتاب کردند.

تحت حمایت عملیات تیمبر سیکامور و سایر فعالیت‌های مخفیانه، ماموران سیا و نیروهای عملیات ویژه ایالات متحده نزدیک به ۱۰۰۰۰ جنگجوی شورشی را با هزینه ۱دلار آموزش داده و مسلح کرده‌اند. میلیارد دراوایل سپتامبر ۲۰۱۳، رئیس‌جمهور باراک اوباما به سناتورهای آمریکایی گفت که سیا اولین عنصر شورشی ۵۰ نفره را آموزش داده‌است و آنها وارد سوریه شده‌اند. استقرار این واحد و تهیه تسلیحات ممکن است اولین اقدام ملموس برای حمایت از زمانی باشد که ایالات متحده اعلام کرد که کمک به مخالفان را آغاز خواهد کرد.
امتناع اوباما از تسلیح یا آموزش مستقیم شورشیان سوری قبل از سال۲۰۱۳، و رد طرح کلی سال۲۰۱۲ برای "مداخله سیا در سوریه" که توسط دیوید پترائوس، رئیس وقت سیا پیشنهاد شده بود، به این دلیل بود که او معتقد بود که نمونه‌های قبلی از حمایت سیا از شورش‌ها به ندرت ناشی می‌شود."خوب کار کرد." برنامه‌ای که او در نهایت تصویب کرد،نه برای حمایت کافی از شورشیان برای دستیابی به پیروزی، بلکه برای ایجاد بن‌بستی طراحی شده بود که منجر به حل و فصل جنگ داخلی سوریه از طریق مذاکره شود که مقامات آمریکایی تصور می‌کردند که شامل استعفای بشار اسدرئیس‌جمهور سوریه نیز می‌شود. سیا ۱۰۰۰۰شورشی «در اردن و ترکیه» را در تأسیساتی که با همکاری دولت‌های اردن و ترکیه اداره می‌شد آموزش داد، اما ممنوعیت‌های شدیدی برای ایالات متحده یا متحدانش برای وارد کردن «طبقه‌های خاصی از تسلیحات» (مانند سامانه پدافند هوایی همراه)در درگیری اعمال شد. به دلیل ترس از دستگیر شدن آنها توسط تروریست‌ها علیرغم این واقعیت که همه شورشیان مورد حمایت سیا برای ارتباط احتمالی با افراط گرایان"بازرسی"می‌شوند. اسد در خطر سرنگونی بود تا اینکه مداخله نظامی روسیه در سوریه در سال۲۰۱۵ مسیر جنگ را تغییر داد و باعث ایجاد شکاف در دولت اوباما بین مقاماتی مانند جان او. برنان، رئیس سیا و اشتون کارتر وزیر دفاع شد که از "دوبرابر کردن قدرت" حمایت می‌کرد. در مورد این برنامه و مخالفانی از جمله دنیس مک‌دوناف، رئیس کارکنان کاخ سفید و جان کری، وزیر امور خارجه که ابراز تردید کردند که تشدید نقش سیا می‌تواند بدون تحمیل «پاسخ نامتقارن روسیه»بنتایج معناداری دست یابد. در پس زمینه محاصره "بخش‌های تحت کنترل شورشیان" شهر حلب توسط هواپیماهای روسی و سوری، در ۱۴ اکتبر ۲۰۱۶به اوباما توسط شورای امنیت ملی خود"طرحB"برای"ارائه سلاح‌های ضدهوایی سوار بر کامیون" ارائه شد. که می‌تواند به واحدهای شورشی کمک کند، اما پنهان کردن و استفاده از آن در برابر هواپیماهای غیرنظامی برای گروه‌های تروریستی دشوار است». اوباما از تصمیم‌گیری در این مورد امتناع کرد و این احتمال را مطرح کرد که "ده‌ها هزار جنگجوی تحت حمایت سیا به دنبال متحدان قابل اعتمادتری خواهند بود و ایالات متحده اهرم فشار خود را بر شرکای منطقه ای که تاکنون از ارائه بیشتر خودداری کرده‌اند، از دست خواهد داد. سلاح‌های خطرناک برای مخالفان اسد. به دنبال مداخله روسیه، مقامات ارشد ایالات متحده شروع به تأکید بر"مبارزه با دولت اسلامی[داعش]به جای علیه دولت اسد کردند"، اما حامیان برنامه سیا "با این منطق مخالفند و می‌گویند که دولت اسلامی را نمی‌توان ریشه کن کرد."تا زمانی که دولت جدید پدیدار قادر به کنترل قلمرو گروه تروریستی در رقه و جاهای دیگر،"و"[ارتش آزاد سوریه] تنها وسیله نقلیه به دنبال این اهداف باقی مانده‌است."در مقابل، «یکی از مقامات ارشد آمریکایی گفت که زمان آن رسیده‌است که نگاهی «بی‌رحمانه» به این موضوع داشته باشیم که آیا جنگنده‌های تحت حمایت آژانس هنوز می‌توانند میانه‌رو در نظر گرفته شوند و آیا این برنامه می‌تواند چیزی فراتر از افزودن به کشتار در سوریه انجام دهد یا خیر. این برنامه چه شده‌است وتاریخ چگونه این تلاش را ثبت خواهد کرد؟"پس از اینکه تلاش آشکار ۵۰۰میلیون دلاری وزارت دفاع برای آموزش هزاران سوری برای مبارزه با داعش فاش شد که تا سپتامبر۲۰۱۵ تنها «چهار یا پنج» جنگجوی فعال تولید کرده‌است، عمدتاً به این دلیل که اکثریت قریب به اتفاق نیروهای بالقوه اسد را دشمن اصلی خود می‌دانستند. که باعث تمسخر گسترده کنگره شد ارتش ایالات متحده شروع به پرتاب تجهیزات مرگبار به سازمان‌های شورشی تأسیس کرد. به زودی گزارش‌هایی مبنی بر نبرد «یگان‌های مسلح سیا و واحدهای مسلح پنتاگون» با یکدیگر منتشر شد.
در حالی که برنامه وزارت دفاع برای کمک به شورشیان عمدتاً کرد که در حال مبارزه با داعش هستند ادامه خواهد داشت، در ژوئیه۲۰۱۷ فاش شد که دونالد ترامپ، رئیس‌جمهور آمریکا دستور داده‌است که حمایت سیا از شورشیان ضد اسد «قطع» شود، اقدامی که برخی مقامات آمریکایی آن را به عنوان اقدامی توصیف کردند. «امتیاز بزرگ» به روسیه.به گفته دیوید ایگناتیوس، که در واشینگتن پست می نویسد، در حالی که برنامه سیا در نهایت در هدف خود برای برکناری اسد از قدرت شکست خورد، به سختی "بی چکمه" بود: "این برنامه صدها میلیون دلار به ده‌ها گروه شبه نظامی تزریق کرد. یک مقام آگاه تخمین می‌زند که جنگجویان تحت حمایت سیا ممکن است ۱۰۰۰۰سرباز سوری و متحدانشان را در چهار سال گذشته کشته یا زخمی کرده باشند.»
طی مصاحبه ای با وال استریت ژورنال در ژوئیه۲۰۱۷، دونالد ترامپ، رئیس‌جمهور آمریکا ادعا کرد که بسیاری از تسلیحات ارائه شده توسط سیا به دست «القاعده» رسیده‌است، که اغلب در کنار شورشیان مورد حمایت سیا می‌جنگند.

## جنگ، ۲۰۱۸–اکنون
در دسامبر۲۰۱۸،دونالد ترامپ، رئیس‌جمهور آمریکا اعلام کرد که نیروهای آمریکایی درگیر در نبرد با دولت اسلامی (داعش) در شمال شرق سوریه به‌سرعت خارج خواهند شد. تصمیم غافلگیرکننده ترامپ، سیاست واشینگتن در خاورمیانه را تغییر داد. این امر به جاه طلبی‌ها و نگرانی‌های بازیگران محلی و منطقه ای که بر سر شکل آینده سوریه رقابت می‌کنند دامن زد. برخی از کارشناسان پیشنهاد کردند که پرزیدنت ترامپ می‌تواند با استفاده از مرکز فعالیت‌های ویژه سیا، خسارات ناشی از خروج نیروهای نظامی آمریکا از سوریه را کاهش دهد.
در سال۲۰۱۹، ایالات متحده نیروهای شمالی باقیمانده خود را تغییر مکان داد و راه را برای حمله ترکیه به شمال سوریه در اکتبر۲۰۱۹ باز کرد. این تهاجم برای متحدان کرد آمریکا مضر بود.